# Diego Mainz
Diego Mainz García est un footballeur espagnol, né le 29 décembre 1982 à Madrid. Il évolue au poste de défenseur central.

## Palmarès
- Grenade CF
  - Champion de Segunda Division-B (Groupe IV) en 2010.